# Caenis eglinensis
Caenis eglinensis is een haft uit de familie Caenidae. De wetenschappelijke naam van de soort is voor het eerst geldig gepubliceerd in 2006 door Pescador & Richard.
De soort komt voor in het Nearctisch gebied.